# Hositea bicincta
Hositea bicincta là một loài bướm đêm trong họ Crambidae.